# Mahri
Mahri (mahrayyat) és una llengua d'Aràbia del sud parlada per milers de nòmades i sedentaris de la part oriental del Iemen, a Socotra i a algunes zones d'Oman. Els mahra rics van esdevenir arabòfons i han perdut la seva llengua.
La llengua mahri pertany a la família semítica i és la resta d'un antic llenguatge parlat abans de l'islam. La penetració de l'àrab l'ha posat en risc d'extinció tot i que fins fa pocs anys encara estava en extensió a Zufar. És un llenguatge parlat i sense literatura, i que s'utilitza rarament en l'escriptura. El saben parlar unes 70.000 persones al Iemen i 50.000 a Oman, a més de 15.000 a l'emigració a Kuwait i els Emirats Àrabs Units.